# Тодендорф (громада)
Тодендорф (нім. Todendorf) — громада в Німеччині, розташована в землі Шлезвіг-Гольштейн. Входить до складу району Штормарн. Складова частина об'єднання громад Баргтегайде-Ланд.
Площа — 12,81 км2. Населення становить 1241 ос. (станом на 31 грудня 2020).